# Trichomanes bifolium
Trichomanes bifolium là một loài dương xỉ trong họ Hymenophyllaceae. Loài này được Blume mô tả khoa học đầu tiên năm 1828.
Danh pháp khoa học của loài này chưa được làm sáng tỏ. 